# Clímax
|  | «climax» redirigeix aquí. Vegeu-ne altres significats a «Coventry Climax». |

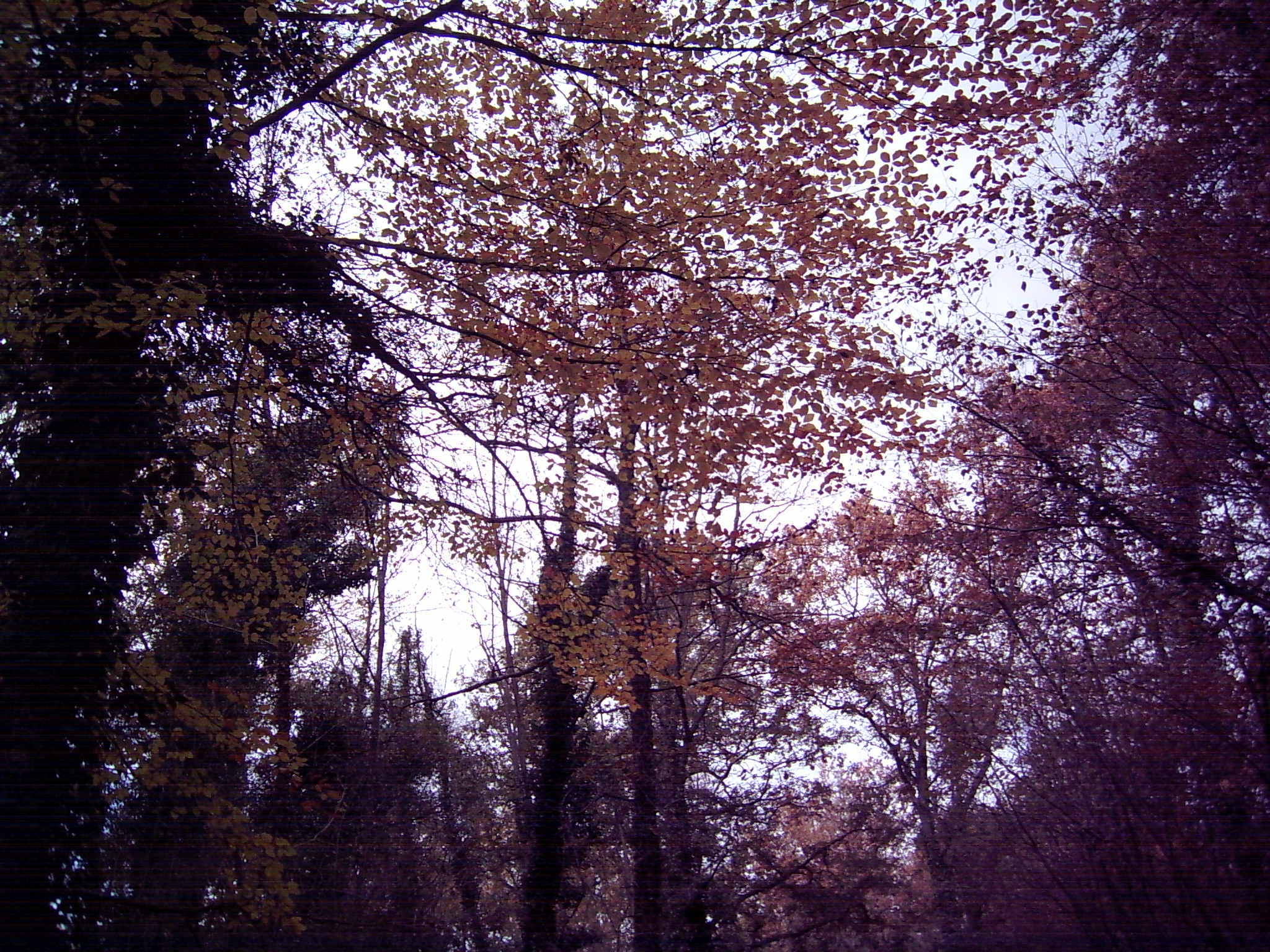
La fageda d'en Jordà és un exemple de clímax de la vegetació

El clímax — en grec vol dir «escala»— és l'etapa final estable cap a la qual tendeix a evolucionar la vegetació i el sòl sota determinats factors ambientals especialment el clima i sense acció humana després de molt de temps. Molt sovint en la vegetació actual d'un lloc determinat només queden restes de la vegetació clímax o ni tan sols això i la vegetació clímax corresponent és merament hipotètica. El clímax és l'estat de quasi equilibri d'un ecosistema local. Les selves tropicals són un exemple de clímax i també els boscos temperats no alterats, la tundra, la sabana i les praderies, etc. Aquests tipus de vegetació estan regits principalment per la latitud on es troben. Hi ha variants depenent de l'altitud, situació geogràfica i ambient, microclima i tipus de sòl. Un ecosistema que ha arribat al seu clímax és més resilient a pertorbacions (climàtiques o humanes) que una plantació artificial. Segons la teoria del monoclímax a cada zona sota un clima determinat li correspon un sol clímax vegetal i un tipus de sòl climàcic. Segons la teoria del policlímax hi pot haver diverses clímax segons els substrats minerals que es presentin.